# Kwashiorkor
La sindrome medica nota internazionalmente come kwashiorkor, molto diffusa in tutti paesi in via di sviluppo, è un tipo di malnutrizione a eziologia controversa, ma che si ritiene comunemente causata dall'insufficiente apporto di proteine. In Italia è nota anche come biafra.
Di solito colpisce bambini in età tra 1 e 4 anni, ma si presenta anche in bambini di età più avanzata e negli adulti. La pediatra giamaicana Cicely D. Williams introdusse il termine nei circoli scientifici internazionali in un articolo della rivista medica The Lancet del 1935.

## Eziologia
Compare in genere dopo lo svezzamento. L'allattamento al seno copre tutti i fabbisogni alimentari del neonato nei primi mesi (fino a circa sei mesi). Con lo svezzamento del bambino, la dieta che integra il latte materno è spesso inadeguata, povera in proteine e calorie. Esistono diverse teorie per spiegare lo sviluppo del kwashiorkor ma l'argomento rimane ancora controverso.
Attualmente si concorda sul fatto che la deficienza di proteine, associata al deficit di energia e di micronutrienti, sia sicuramente importante, ma che non sia il fattore chiave. La condizione sembra piuttosto dovuta alla deficienza di alcuni tipi di nutrienti (ad.es. ferro, acido folico, iodio, selenio, vitamina C), in particolare quei nutrienti con capacità antiossidante. Alcuni tra gli importanti antiossidanti dell'organismo che sono ridotti nei bambini affetti da kwashiorkor includono il glutatione, l'albumina sierica umana, la vitamina E e gli acidi grassi polinsaturi. Per quanto osservato nelle zone in cui non ci sono situazioni di carestie o guerre in atto il kwashiorkor è la manifestazione anche di un disagio sociale o familiare.

## Etimologia del nome kwashiorkor
Il nome deriva dalla lingua ga, una delle lingue africane della costa del Ghana, e significa la malattia del bambino quando arriva un fratellino o malattia del bambino staccato (dal seno), nome che riflette lo sviluppo della condizione nel bambino più grande che è stato tolto dal seno materno in seguito all'arrivo di un fratellino. Lo svezzamento implica il passaggio da una dieta ricca di proteine e aminoacidi fondamentali presenti nel latte materno, a una dieta che, seppur caloricamente adeguata, è povera di proteine.

## Sintomi del kwashiorkor

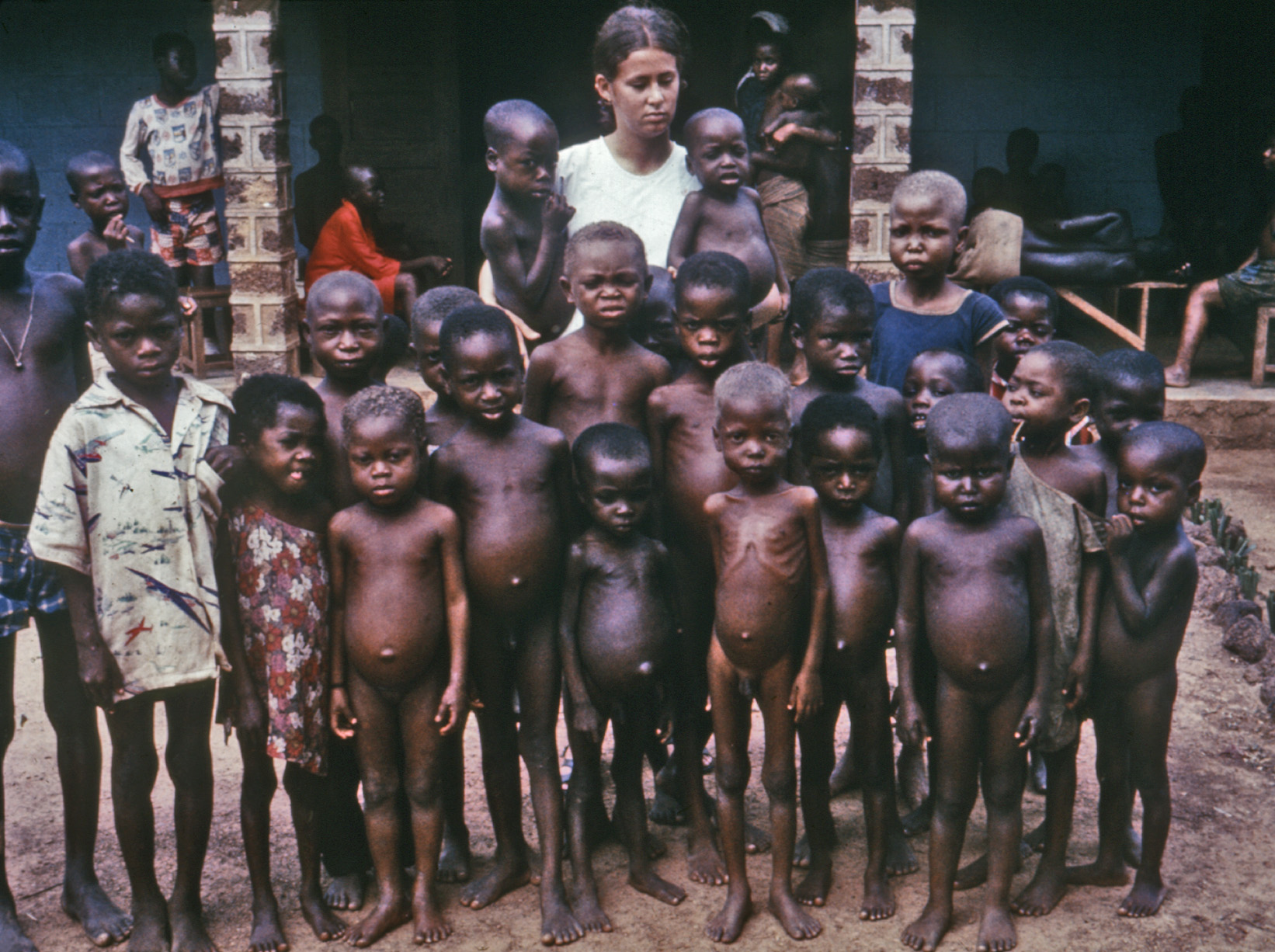
Molti dei bambini in questa foto scattata in un orfanotrofio nigeriano nei tardi anni 1960, mostrano sintomi di malnutrizione, con quattro in particolare che illustrano la decolorazione dei capelli al grigio-rossiccio, che è un segno secondario dello kwashiorkor.

Il sintomo principale del kwashiorkor è un edema localizzato al volto e agli arti inferiori e superiori. Spesso i bambini presentano anche un addome gonfio noto come "pancia a pentola", dovuto a liquido ascitico ma anche alla presenza concomitante di vermi intestinali e di steatosi epatica. La decolorazione rossiccia dei capelli e la depigmentazione della pelle dipendono generalmente da gravi anemie dovute ai vermi e alla malaria endemica in molti paese poveri. La malattia insorge dopo un periodo più o meno lungo in cui il bambino viene alimentato con una dieta proteica insufficiente. Spesso si manifesta apertamente dopo un episodio influenzale o una banale infezione, ma solo quando c'è una malnutrizione protratta nel tempo. La causa osmotica dell'edema è la diminuzione delle proteine del plasma, soprattutto l'albumina, che provoca una diminuzione della pressione oncotica e dunque un aumento del flusso osmotico attraverso la parete dei capillari verso i tessuti.
Generalmente, la malattia deve essere trattata con la somministrazione di energia dal cibo e di proteine. La mortalità può arrivare al 60% e le conseguenze della denutrizione possono avere un impatto a lungo termine sulla crescita fisica del bambino e nei casi più gravi, arrivare a compromettere lo sviluppo mentale del futuro adulto. Questo succede solo quando c'è una grave malnutrizione nei primi sei mesi di vita del bambino, periodo importantissimo per lo sviluppo dei centri nervosi.

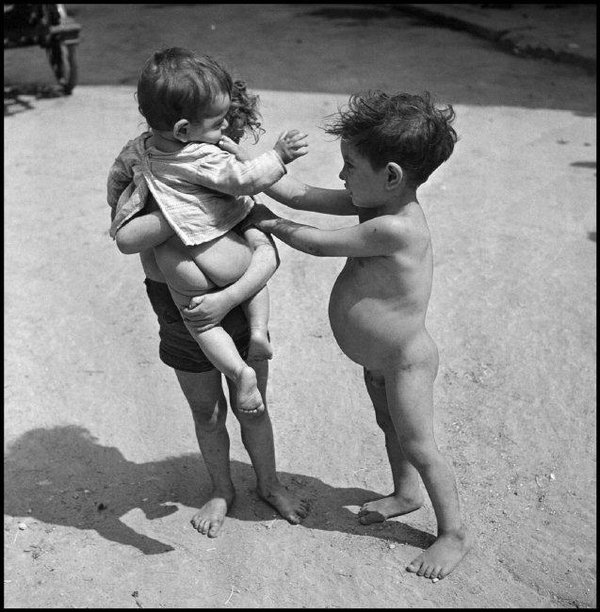
Bambini poveri a Napoli nel luglio del 1944.

Purtroppo il bambino affetto da kwashiorkor a causa dell'edema al volto e agli arti ha un aspetto paffuto che trae in inganno la madre, che lo crede in buona salute. Nella fase avanzata della malattia subentra una forte apatia e un disinteresse per quello che gli succede intorno. I bambini col kwashiorkor hanno uno sguardo triste, non sorridono e rifiutano il cibo loro offerto. Alcuni studiosi hanno confrontato la dieta dei bambini affetti da kwashiorkor con quella di piccoli affetti da marasma infantile. Il marasma infantile è l'altra grave malattia dovuta alla malnutrizione caratterizzata da una magrezza estrema. I bambini affetti da marasma, contrariamente a quelli affetti da kwashiorkor, sono estremamente vitali. Quando viene offerto loro il cibo mangiano voracemente. La magrezza estrema allerta la madre che gli dedica più attenzioni. Le diete delle due patologie, dal punto di vista dei nutrienti, sono risultate relativamente simili. Quello che gli studi hanno evidenziato è stato un diverso rapporto madre-figlio che pareva influenzare anche la prognosi. La prognosi nel marasma è migliore di quella del kwashiorkor.

## Trattamento
La terapia consiste semplicemente nel migliorare la dieta. In un primo periodo a seconda della gravità della malattia può essere utile la somministrazione di integratori e vitamine. I risultati migliori si ottengono seguendo le madri nel tempo e organizzando degli incontri periodici nei villaggi con la pesata dei bambini. Gli ospedali più grandi e meglio strutturati hanno grandi cucine comunitarie all'aperto dove il personale sanitario istruisce le madri sull'importanza della corretta alimentazione. Spesso viene utilizzato un linguaggio semplice, anche accompagnato da disegni dove le quantità vengono visualizzate con cucchiai e cucchiaini. Frequentemente le donne non sanno leggere e scrivere e spesso parlano solo la lingua locale, rendendo fondamentale la presenza di un interprete.